# Sojoez TMA-06M
Sojoez TMA-06M (Russisch: Союз ТМА-06M) was een ruimtevlucht naar het  Internationaal ruimtestation ISS die op 23 oktober 2012 werd gelanceerd. Hij vervoerde drie bemanningsleden voor ISS Expeditie 33 en ISS Expeditie 34. TMA-06M is de 115e vlucht van een Sojoez-ruimteschip, na de eerste lancering in 1967. De Sojoez bleef aan het ISS gekoppeld tijdens het verblijf in het ISS van haar oorspronkelijke bemanning. Op 16 maart bracht de Sojoez haar bemanning weer veilig terug naar aarde.

## Bemanning
Dit was de bemanning van Sojoez TMA-06M 
- Oleg Novitski (1)
- Jevgeni Tarelkin (1)
- Kevin Anthony Ford (2)

Tussen haakjes het aantal ruimtevluchten.

## Reservebemanning
- Pavel Vinogradov voor Oleg Novitski
- Aleksandr Misoerkin voor Jevgeni Tarelkin
- Christopher John Cassidy voor Kevin Anthony Ford

TMA-1 · TMA-2 · TMA-3 · TMA-4 · TMA-5 · TMA-6 · TMA-7 · TMA-8 · TMA-9 · TMA-10 · TMA-11 · TMA-12 · TMA-13 · TMA-14 · TMA-15 · TMA-16 · TMA-17 · TMA-18 · TMA-19 · TMA-01M · TMA-20 · TMA-21 · TMA-02M · TMA-22 · TMA-03M · TMA-04M · TMA-05M · TMA-06M · TMA-07M · TMA-08M  · TMA-09M · TMA-10M · TMA-11M · TMA-12M · TMA-13M · TMA-14M · TMA-15M · TMA-16M · TMA-17M · TMA-18M · TMA-19M · TMA-20M